# Yushania chungii
La Yushania chungii és una espècie de bambú del gènere Yushania de la família de les poàcies, ordre de les poals, subclasse Commelinidae, classe Liliopsida, divisió dels magnoliofitins. Sinònims: Arundinaria chungii Keng, Sinarundinaria chungii (Keng) Keng f. (Wang), Yushania brevipaniculata (Hand.-Mazz.) T.P. Yi.

## Descripció
Creix fins a 2-2,5 m d'alçada, amb troncs d'entre 5 i 10 mil·límetres de diàmetre. Suporta temperatures d'entre el -12 i els -18 °C. Els seus brots són comestibles i una important font d'alimentació per al panda gegant.
Es fa en altituds d'entre 1.800 a 3.800 m. a la part occidental de Sichuan, a la Xina. El seu nom xinès és da jian zhu, i és una espècie amenaçada per la rompuda de terres per a l'agricultura  Arxivat 2008-04-02 a Wayback Machine..
Té una variant cultivada anomenada Y. chungii "Wolong" (Descripció i fotografies Arxivat 2007-02-08 a Wayback Machine.).